# Das Modell
Das Modell, ibland stavad Das Model eller med den engelska titeln The Model, är en sång som komponerades 1978 av musikerna Ralf Hütter och Karl Bartos i den tyska gruppen Kraftwerk, och släpptes på skivan Die Mensch-Maschine.
Den engelskspråkiga versionen av låten blev etta på brittiska singellistan 1981 och låg totalt 21 veckor på listan. Låten var ursprungligen b-sida på den brittiska utgåvan av singeln Computer Love, men discjockeys föredrog att spela The Model och efter att EMI återutgivit singeln som dubbel A-sida tog den sig upp på listans första plats, vilket var första gången en heltysk grupp blivit etta på brittiska singellistan.
Låten har beskrivits som prototyp för en modern poplåt och anses vara ett exempel på att elektronisk musik kan vara känslofylld. Texten, som handlar om en fotomodell som iakttas på en nattklubb, har kritiserats av vissa feminister för att den framställer kvinnan som ett objekt för den manliga blicken. Andra har däremot sett texten som en kritik av konsumtionssamhället som reducerar kvinnor till namnlösa robotaktiga varelser.

## Andra versioner
Under årens lopp har många olika coverversioner gjorts. Den första gjordes 1979 av Snakefinger, och sedan har bland andra  Aviador Dro, Big Black, Cardigans, Carter USM, Electric Six, Eläkelaiset, Rammstein, Papa Dee, James Blunt, Sopor Aeternus och Yat-Kha gjort sina coverversioner.[källa behövs]

## Listplaceringar

### Kraftwerks version
| Lista (1978)  | Topplacering |
| ------------- | ------------ |
| Nederländerna | 41           |

### Rammsteins version
| Lista (1997-1998) | Topplacering |
| ----------------- | ------------ |
| Sverige           | 41           |
| Österrike         | 18           |

### Fotnoter
1. ↑  ”Kraftwerk”. Official Charts. http://www.officialcharts.com/artist/23701/kraftwerk/.
2. 1 2  ”The Model - Kraftwerk's prototype for modern pop” (på engelska). Financial Times. 28 augusti 2017. Arkiverad från originalet den 20 november 2018. https://web.archive.org/web/20181120180258/https://www.ft.com/content/aaab43d6-89ae-11e7-afd2-74b8ecd34d3b.
3. ↑  ”Listplacering”. http://dutchcharts.nl/showitem.asp?interpret=Kraftwerk&titel=The+Model&cat=s. Läst 16 juni 2011.
4. ↑  ”Listplacering”. http://swedishcharts.com/showitem.asp?interpret=Rammstein&titel=Das+Modell&cat=s. Läst 16 juni 2011.
5. ↑  ”Listplacering”. http://austriancharts.at/showitem.asp?interpret=Rammstein&titel=Das+Modell&cat=s. Läst 16 juni 2011.